# Volbringen
Volbringen – dzielnica (Ortsteil) wiejskiej gminy Ense w powiecie Soest, w kraju związkowym Nadrenia Północna-Westfalia, w rejencji Arnsberg.

## Demografia
Według danych z 2000 roku w Volbringen mieszkało 133 mieszkańców. Liczba ta stopniowo wzrastała lub się zmniejszała; 136 (2005), 146 (2010), 124 (2015), 127 (2020). Według spisu ludności z lipca 2024 roku, w Volbringen mieszkało 112 mieszkańców.

## Geografia
Dzielnica Volbringen położona jest we wschodniej części Ense i otoczona jest czterema innymi dzielnicami: Sieveringen, Bilme, Bittingen i Oberense.

### Reorganizacja gmin
W ramach reorganizacji gmin 1 lipca 1969 roku Volbringen wraz z 13 innymi miejscowościami stało się częścią nowej gminy Ense.

## Edukacja
Według danych z 2022 roku w Volbringen oraz Waltringen, Ruhne, Gerlingen, Sieveringen, Oberense i Bittingen nie ma placówek opieki nad dziećmi. Na terenie wiejskiej gminy Ense leżą trzy szkoły podstawowe. Uczniowie z Volbringen uczęszczają do "Die Gemeinschaftsgrundschule Bernardusschule".